# Вабальнінкас
Вабільнінкас (лит. Vabalninkas) — місто в північній частині Литви, на річці Вабала, за 26 км від міста Біржай. 

## Історія
Село Вабальнінкас згадується в історичних джерелах з 1554 року. 1618 поселенню надано статус міста. 1775 року місто здобуло Магдебурзьке право. 1792 повторно надано міські права, затверджено герб. 1950 року вкотре надано статус міста. 

## Населення
| Динаміка населення з 1897 по 2021 |          |          |          |          |          |
| 1897пер.                          | 1923пер. | 1970пер. | 1979пер. | 1989пер. | 2001пер. |
| 2333                              | 1287     | 2070     | 2205     | 1905     | 1328     |
| 2011пер.                          | 2021     | -        | -        | -        | -        |
| 1057                              | 857      | -        | -        | -        | -        |
| Гістограма динаміки населення     |          |          |          |          |          |